# Сорокино (Манский район)
Сорокино — посёлок в Манском районе Красноярского края в составе Камарчагского сельсовета.

## География
Находится в примерно в 28 километрах по прямой на северо-запад от районного центра села Шалинское.

## Климат
Климат резко континентальный с холодной продолжительной зимой и коротким жарким летом. Средние температуры июля и августа не опускаются ниже 17,6 °С. Периоды с температурой выше 0 °С и 10 °С имеют продолжительность, соответственно 183 и 103 дня. Длительность безморозного периода не превышает 83 дней. Относительная влажность воздуха довольно высокая. Средняя температура января −18,2 °С, июля — +19,1 °С. Абсолютный минимум температур −53 °С, максимум — +36 °С. Среднее количество осадков, выпадающих с ноября по март — 85 мм, с апреля по октябрь — 369 мм. Появление устойчивого снежного покрова приходится на октябрь — ноябрь. Средняя дата образования устойчивого снежного покрова — 2 ноября. Средняя высота снежного покрова за зиму — 29 см.

## История
Основан в 1900 году. В 1926 году отмечено 335 жителей.

## Население
Постоянное население составляло 188 человек в 2002 году (91% русские),  167 в 2010.

## Инфраструктура
Одноименная станция Красноярской железной дороги.